# Siemens-Schuckert I

Siemens-Schuckert I

Siemens-Schuckert I war ein halbstarres Luftschiff der Siemens-Schuckert-Werke.

## Baugeschichte
Auf Anregung des Generalstabs-Chefs Helmuth Johannes Ludwig von Moltke befasste sich Georg Wilhelm von Siemens ab August 1907 mit dem Plan, mit seinem Unternehmen Siemens-Schuckertwerke in den Militär-Luftschiffbau einzusteigen. Er entschied sich für die Entwicklung eines Prallluftschiffs oder halbstarren Luftschiffs – wohl weil er glaubte, den technologischen Vorsprung der Zeppelin-Werke beim Bau von Starrluftschiffen nicht einholen zu können. Die Arbeiten an dem Schiff begannen im November 1907, die Leitung der Entwicklung hatte Otto Krell inne. Die Endmontage und Zusammenkunft mit der Hülle fand im Jahr 1909 statt, am 14. März 1910 erhielt das Luftschiff seine erste Gasfüllung. Nach weiteren Änderungen erfolgte am 22. Dezember 1910 eine zweite Gasfüllung. 1911 wurde das Schiff in der weltweit ersten drehbaren Luftschiffhalle in Biesdorf-Süd fertiggestellt und dort stationiert.

## Versuchsfahrten

### Jahr 1911
Das Luftschiff mit der Bezeichnung SSL I stieg am 23. Januar 1911 zu seiner ersten Fahrt auf, die 40 Minuten dauerte. Nach 28 schadensfreien Versuchsfahrten wurde es im Juni 1911 erheblich umgebaut und auf 15.000 m³ vergrößert, darauf folgten (nun als SSL II) bis zum 2. Mai 1912 45 weitere (also insgesamt 73) Fahrten. Die Besatzung bestand aus zehn bis elf Mann, geführt vom Luftschiffführer Hauptmann a. D. Christoph von Krogh.
Kürzere Fahrten in der Umgebung von Biesdorf dienten der technischen Überprüfung des Luftschiffs. Daneben gab es längere Demonstrations- und Abnahmefahrten, an denen Offiziere des Generalstabs oder des Kriegsministeriums teilnahmen, sowie Vorführungen am Boden für Techniker, Wissenschaftler, Verwaltungs- und Regierungsmitglieder, darunter am 4. Februar 1911 Prinz Heinrich von Preußen. Am 2. Februar 1912 nahm Ferdinand Graf von Zeppelin an einer Fahrt teil. Viele dieser Fahrten dauerten drei bis vier Stunden und fanden über Berlin und dem Berliner Umland statt, die längste Fahrt führte bis nach Gotha.

### Letzte Fahrt
Für den 2. Mai 1912 war eine Versuchsfahrt mit einer Wasserlandung auf dem Müggelsee geplant. Beim Versuch, die Maschinengondeln auf dem Wasser aufzusetzen, tauchte die vordere Gondel ins Wasser, wodurch die vorderen Propeller beschädigt wurden. Mit den intakten hinteren Propellern beider Gondeln gelang die Rückfahrt zur Luftschiffhalle. Das Abwerfen des Fangseils aus 100 Meter Höhe misslang jedoch und die Bodenmannschaft konnte das Luftschiff nicht anhalten. Es fuhr in die Baumkronen eines Kiefernwaldes, der die Halle umgab. Das manövrierunfähige Schiff musste erst notdürftig repariert werden, bevor es gelandet werden konnte. Die Versuchsfahrten wurden daraufhin eingestellt. Der Generalstab hatte sich bereits vor der Havarie auf den Kauf des Luftschiffs festgelegt und kaufte es im Juli 1912 nach längeren Verhandlungen. Es wurde sofort außer Dienst gestellt und später abgewrackt. Siemens stellte seine Luftschiff-Entwicklung nach den Erfahrungen mit dem Siemens-Schuckert I ein.

## Technik
Die Angaben über die Qualität des Schiffes sind widersprüchlich. Einerseits übertraf es alle bisherigen Schiffe im Hinblick auf Geschwindigkeit und Zuladung um ein Vielfaches. Es hatte das dreifache Volumen bisheriger Prallluftschiffe. Andererseits stellte es die Militärs unter anderem wegen der zu geringen Steighöhe nicht zufrieden, und die aufkommenden Zeppeline stellten den technischen Vorsprung in den Schatten.
- Länge: 118 m
- größter Durchmesser: 13,2 m
- Volumen: 13.500 m³, später 15.000 m³
- Traggas: Wasserstoff
- Antrieb: vier Daimler-Motoren, mit jeweils 92 kW (125 PS)
- Vortrieb: Zwei vierflügelige und vier zweiflüglige Stahl-Luftschrauben mit schmalen Propellerblättern und 3,5 m Durchmesser
- Höchstgeschwindigkeit: 72 km/h.
- Außenhülle aus dreilagigem Stoff mit Gummieinlage für Gasdichtheit

## Quelle
Frank Wittendorfer: die halle. Luftschiffe zwischen Biesdorf und Karlshorst. Kulturring in Berlin e. V., Berlin 2007. ISBN 3-9810679-5-9.